# Lista över svenska minutläggare
Detta är en lista över svenska minutläggare.
De svenska minutläggarna (vardagligt kallad mula) var svenska örlogsfartyg avsedda att lägga ut och underhålla Kustartilleriets (senare Amfibiekårens) kontrollerbara sjömineringar. Fartygen var försedda med räls och med kranar för minfällning, hade en längd på cirka 30 meter, en fart på drygt 10 knop och var försedda med en luftvärnskanon för självförsvar. Flera olika klasser var i bruk samtidigt. På senare år har några av fartygen haft andra arbetsuppgifter. Från början hade fartygen inga namn utan beteckning MUL och ett fartygsnummer. Namnen fick de 1985.

## Operativa
- HMS Furusund (20)

## Utrangerade
- HMS Kalvsund (11)
- HMS Arkösund (12)
- HMS Kalmarsund (13)
- HMS Alnösund (14)
- HMS Grundsund (15)
- HMS Fårösund (16)
- HMS Skramsösund (17)
- HMS Öresund (18)
- HMS Barösund (19)